# Campanha de José Ivo Sartori ao governo do Rio Grande do Sul em 2014
José Ivo Sartori, ex-prefeito de Caxias do Sul, foi oficializado candidato ao governo do Rio Grande do Sul nas eleições de 2014 pela coligação O Novo Caminho para o Rio Grande em 29 de junho de 2014. No primeiro turno, ocorrido em 6 de outubro, ele recebeu 2,4 milhões de votos, classificando-se para o segundo turno com o governador Tarso Genro, candidato do Partido dos Trabalhadores. Em 26 de outubro, Sartori foi eleito governador com 61% dos votos válidos.

## Antecedentes
Em outubro de 2012, Sartori já era apontado como um potencial candidato ao governo do Rio Grande do Sul nas eleições de 2014. Em outubro de 2013, o PMDB já tinha definido que teria candidato próprio ao Palácio Piratini, mas não havia consenso em torno de um candidato. No entanto, Sartori era internamente o nome mais forte. O ex-governador Germano Rigotto e o ex-prefeito de Porto Alegre José Fogaça também estavam sendo cogitados para concorrer ao governo. Um mês depois, o senador Pedro Simon declarou que "Sartori é o principal nome do PMDB para 2014". Até o final daquele ano, as pesquisas de opinião pública o indicavam com menos de 6% da preferência do eleitorado.

## Convenções

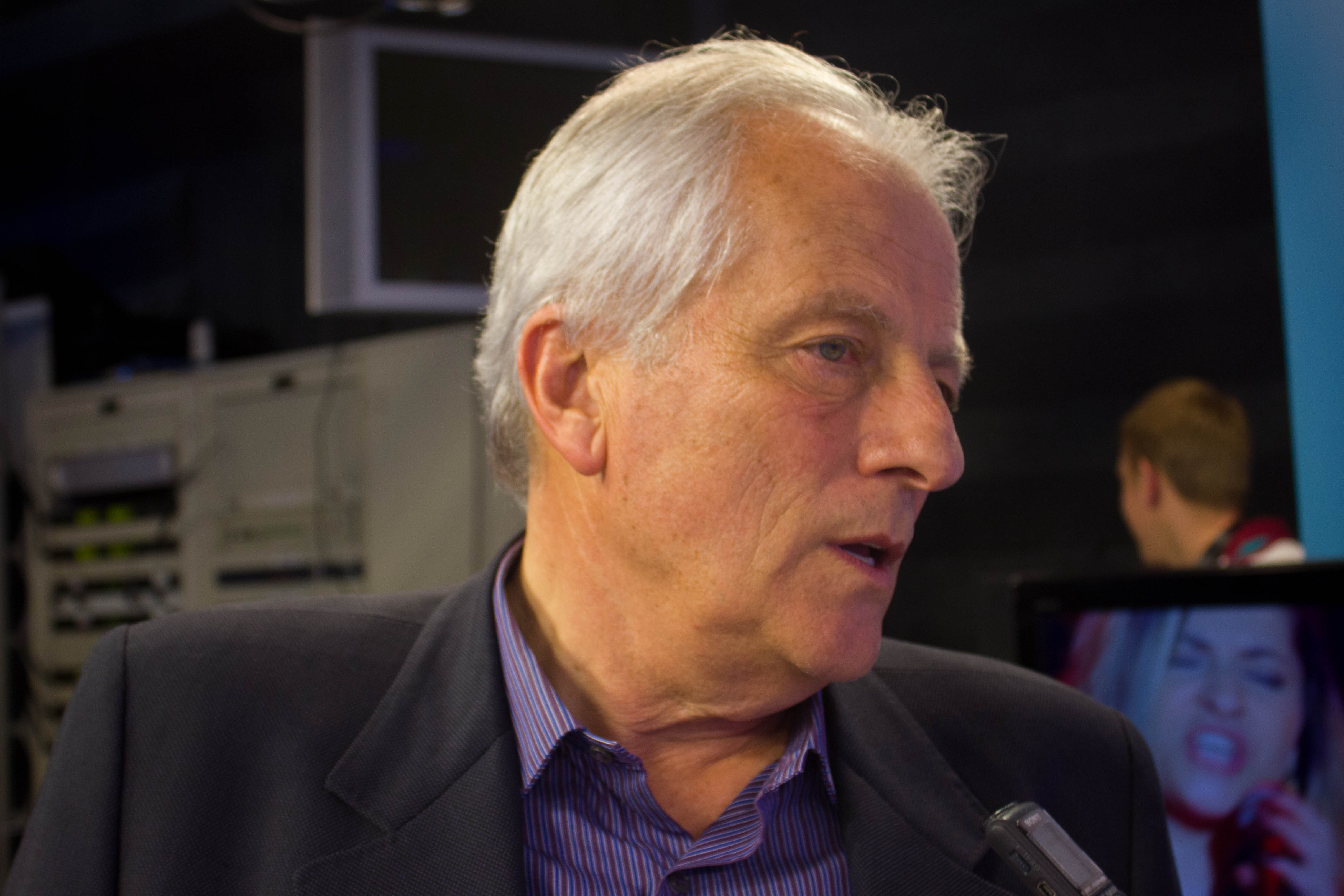
Em convenção de 29 de junho, José Paulo Cairoli foi escolhido candidato a vice-governador.

Em 16 de março de 2014, Sartori foi escolhido na convenção do PMDB o pré-candidato do partido ao executivo do estado. A convenção ocorreu no Teatro Dante Barone, em Porto Alegre, onde 1.380 peemedebistas votaram. Sartori recebeu 72% dos votos, derrotando Paulo Ziulkoski, seu único adversário que representava o grupo que defendia apoio a reeleição de Dilma Rousseff. Em seu discurso de aceitação, declarou: "Eu preciso de cada um. Temos que buscar uma vitória não só do PMDB, mas uma vitória do Rio Grande, e isso só se faz com força política, engajamento e participação de todos militantes."
Em 29 de junho, sua candidatura foi oficializada pela convenção do PMDB. A coligação encabeçada por Sartori, denominada de O Novo Caminho para o Rio Grande, também recebeu o apoio formal do Partido Social Democrático (PSD), Partido Socialista Brasileiro (PSB), Partido Popular Socialista (PPS), Partido Trabalhista do Brasil (PT do B), Partido Social Democrata Cristão (PSDC), Partido Humanista da Solidariedade (PHS) e Partido Social Liberal (PSL). José Paulo Cairoli (PSD), ex-presidente da Federasul, foi escolhido como o candidato a vice-governador. O deputado federal Beto Albuquerque (PSB) foi oficializado candidato ao senado. Também foram lançados mais de trezentos candidatos a deputado estadual e federal.

## Campanha

### Propostas
Durante a campanha, divulgou as seguintes propostas: fortalecimento do agronegócio e da agricultura familiar; reestruturar e modernizar o DAER; expandir e duplicar estradas sob a jurisdição da EGR; melhorar a qualidade, a gestão e a infraestrutura escolar; renegociar a dívida com a união; zerar o deficit prisional; equilibrar as contas de forma consistente e duradoura; investir na qualificação da mão de obra; garantir o atendimento regionalizado na saúde; entre outras.

### Horário eleitoral gratuito
No horário eleitoral gratuito, foi apresentado a população como o ex-prefeito de Caxias do Sul marcado por uma alta aprovação popular, apresentando como grande parte de suas propostas os seus projetos como prefeito. Quando Marina disparou nas pesquisas, os programas no rádio e na televisão relacionaram a imagem de Sartori com a de Marina à exaustão. A campanha também reutilizou a estratégia que Germano Rigotto utilizou na campanha para governador em 2002. Na época, Rigotto tinha como símbolo de campanha o coração e um discurso de união. Sartori passou a campanha declarando que o seu partido era o Rio Grande e pedindo ao eleitor para "escutar o seu próprio coração". Também contribuiu para projetá-lo a estratégia de ressaltar suas raízes locais. Seu jingle o chamava de "o gringo da colônia, do trabalho e da paz".

### Morte de Eduardo Campos
Em 13 de agosto, o candidato presidencial apoiado pela coligação de Sartori, Eduardo Campos, morreu em um acidente aéreo. A candidata a vice-presidente, Marina Silva, substituiu Campos. Apesar das restrições a Marina devido suas divergências com o agronegócio, a coligação manteve o apoio ao PSB. Beto Albuquerque foi escolhido candidato a vice-presidente de Marina, sendo assim substituído por Pedro Simon na candidatura ao senado.

### Desempenho no primeiro turno

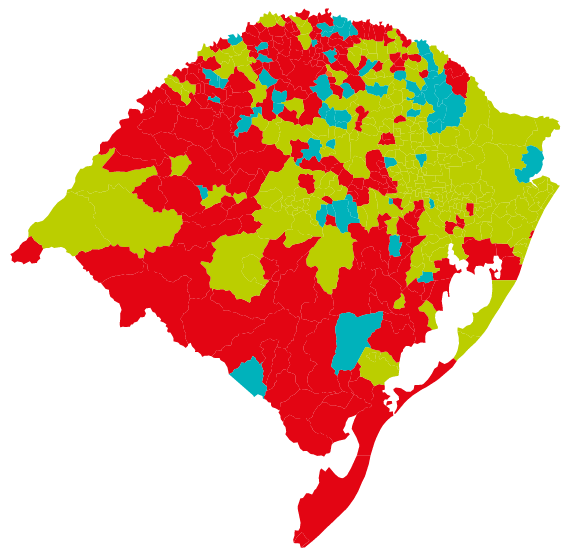
Mapa dos resultados do primeiro turno. Sartori venceu nas cidades coloridas em verde claro.

As primeiras pesquisas o indicavam 32% atrás da primeira colocada, a senadora Ana Amélia Lemos. Na véspera da eleição, ele e Ana Amélia estavam com 26% cada, enquanto o governador Tarso Genro liderava. Um dos motivos da ascensão de Sartori foi um grande desgaste sofrido pela senadora, que não conseguiu responder os ataques dos adversários. Enquanto Ana Amélia recebeu diversos ataques, Sartori passou a campanha do primeiro turno praticamente sem ser atacado. Outros fatores que foram decisivos para o crescimento de Sartori nas últimas pesquisas foram: a grande estrutura partidária do PMDB estadual; a mobilização da militância com as chances reais de ida ao segundo turno; a ideia de se colocar como uma alternativa menos belicosa que Tarso e Ana Amélia e uma opção ao chamado voto antipetista; o uso das redes sociais; e a ligação com Simon, que segundo analistas políticos pode ter atraído votos para Sartori.
Em 6 de outubro, data da realização do primeiro turno, Sartori recebeu 40,4% dos votos válidos, totalizando 2,4 milhões de votos. Sartori venceu nas áreas mais populosas do Estado, em especial a Região Metropolitana e a Serra gaúcha. Tarso Genro e Ana Amélia ficaram com 32,5% e 21,7%, respectivamente. Embora as últimas pesquisas haviam detectado um alto crescimento da candidatura de Sartori, sua votação surpreendeu analistas. No Rio Grande do Sul, a diferença das pesquisas com os resultados foi a maior em todas as eleições estaduais do país.

### Declaração polêmica
Em uma entrevista concedida no dia 20 de outubro, declarou, em referência ao piso do magistério, que "propostas, sim. Promessas, não. Até porque temos o exemplo do governo que está ai. Prometeu muito e não cumpriu (...) Eu fui lá no Cpers e não assinei o documento exigindo um compromisso de pagar ou resgatar o salário... o piso. O piso, vou lá no Tumelero e te dou um melhor, lá tem piso bom...". As declarações de Sartori revoltaram os professores e o Cpers afirmou que "manifesta estranheza e preocupação com o modo pelo qual o candidato ao governo do Estado, José Ivo Sartori, tratou o tema do Piso Salarial dos educadores [...]". A propaganda de Tarso usou o trecho no horário eleitoral e a declaração ganhou destaque nacional. Na propaganda de rádio, Sartori se desculpou com os professores pelo "mal-estar causado por uma brincadeira".

### Desempenho no segundo turno

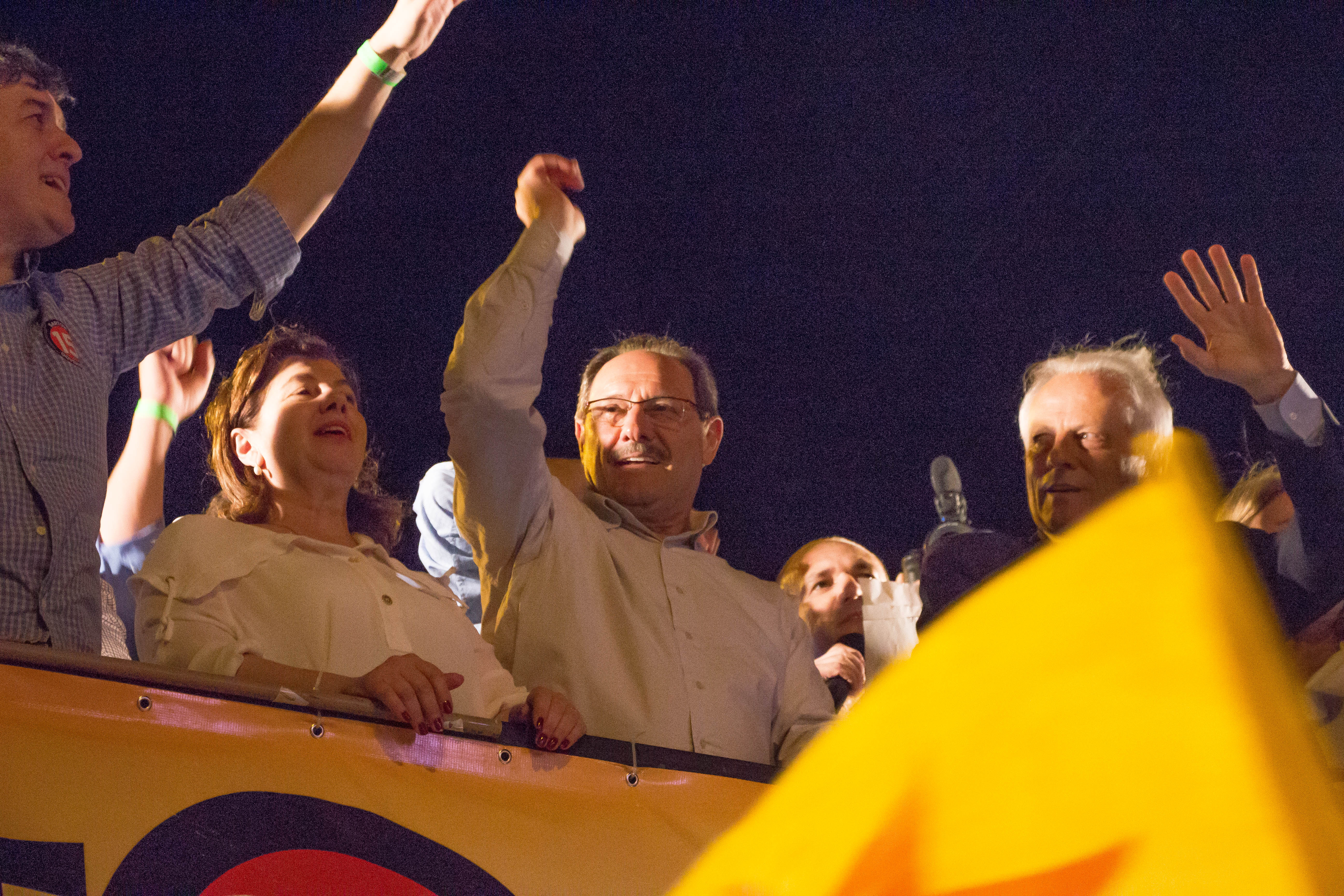
Comemoração da vitória de Sartori em Porto Alegre.

As pesquisas de opinião do segundo turno o indicaram na frente com uma diferença entre 15% a 20%. Em 26 de outubro, foi eleito governador com 3.859.611 votos (61,79%), vencendo em 93% dos municípios. O governador Tarso Genro recebeu 2.445.664 votos (38,79%). Com a vitória de Sartori, o Rio Grande do Sul manteve a tradição de não reeleger seus governadores.
No início da noite de 26 de outubro, já como governador eleito, concedeu entrevista coletiva no Hotel Embaixador, em Porto Alegre, para jornalistas e apoiadores. Em seguida, foi até a sede do PMDB, na Avenida João Pessoa, para a festa da vitória. Em seu discurso de vitória, declarou: "Daqui para frente precisamos ser fortes. O desafio é grande e só será revertido com muita união e determinação. Vamos encontrar nosso caminho, com todo mundo junto e de coração aberto, para toda a população. O governo é uma boa escola, uma boa segurança. Quero fazer um governo simples e honesto".

### Financiamento
A campanha de Sartori arrecadou R$ 10,8 milhões e gastou R$ 10,6 milhões, sendo a segunda campanha mais cara. Em 12 de dezembro de 2014, o Tribunal Regional Eleitoral aprovou as contas de sua campanha com ressalvas.
| Maiores doadores | Contribuição     |
| ---------------- | ---------------- |
| JBS              | R$ 2.684.250,00  |
| Bradesco         | R$ 553.961,00    |
| Gerdau           | R$ 393.260,00    |
| Braskem          | R$ 362.339,80    |
| Zaffari Bourbon  | R$ 299.917,60    |
| BRF              | R$ 199.987,00    |
| Outras           | R$ 5.447.804,69  |
| Total            | R$ 10.835.891,18 |